# Lenin był grzybem

Wizerunek Lenina na znaczku Organizacji Pionierskiej

Lenin był grzybem (ros. Ленин – гриб, Lenin – grib; dosł. Lenin – grzyb) – miejska legenda rozpowszechniona w krajach byłego Związku Radzieckiego, zgodnie z którą Włodzimierz Lenin wskutek nadużywania grzybów halucynogennych sam stał się grzybem. Jej źródłem była telewizyjna mistyfikacja, program wyemitowany 17 maja 1991 r. w Telewizji Leningradzkiej.

## Historia
W okresie głasnosti w Związku Radzieckim nastąpiło złagodzenie cenzury, dzięki czemu możliwe stało się tzw. odkłamywanie historii ZSRR, które często przybierało formę wiadomości sensacyjnych nie tylko w treści, ale i w formie. W cyklicznej rubryce „Sensacje i hipotezy” jednej z edycji programu „Piąte koło” na antenie Telewizji Leningradzkiej zaproszony do studia specjalista prezentował na przykład teorię spiskową dotyczącą rzekomego zabójstwa poety Siergieja Jesienina. Zdegustowany tym występem rosyjski awangardowy artysta i wirtuoz fortepianu Siergiej Kuriochin postanowił sam zgłosić się do programu ze zmyśloną przez siebie historią.

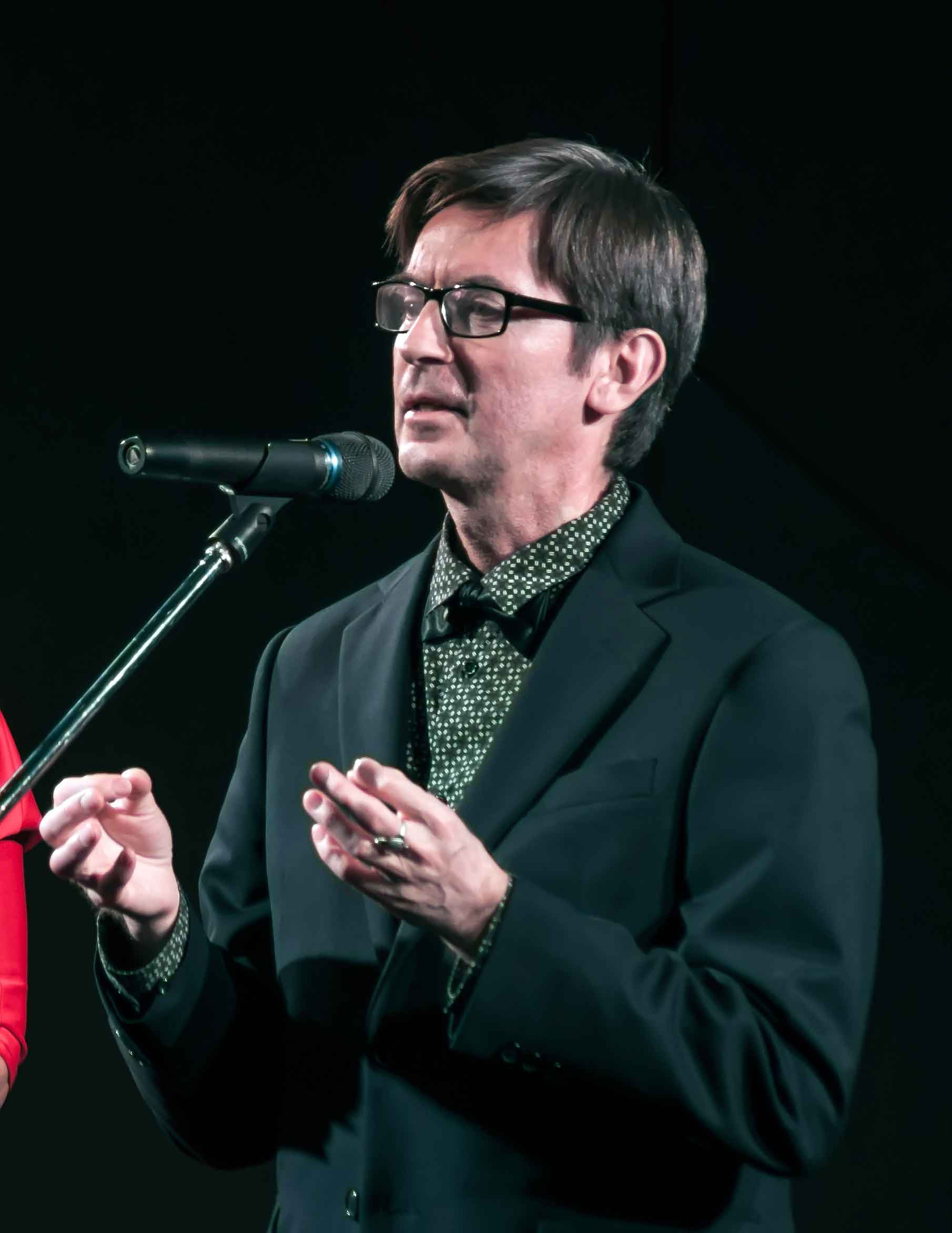
Siergiej Szołochow w 1998 roku otrzymał „Złote pióro” w kategorii „Dziennikarz roku”

Podczas przeprowadzonego z nim przez wtajemniczonego w mistyfikację dziennikarza Siergieja Szołochowa półgodzinnego wywiadu Kuriochin, podający się za historyka, przekonywał, że nadużywanie przez Lenina grzybów psylocybinowych było bezpośrednią przyczyną wybuchu rewolucji październikowej w Rosji, a z czasem doprowadziło do przejęcia jego osobowości przez grzyby. W rezultacie ostatecznie z człowieka w Leninie pozostała jedynie powłoka. Swoją teorię uzasadniał rzekomymi własnymi badaniami nad grzybami w krajach Ameryki Łacińskiej, powoływał się także na zmyślone przez siebie badania Carlosa Castanedy, Konstantina Ciołkowskiego i uczonych amerykańskich z Massachusetts Institute of Technology. Lenin faktycznie w niektórych okresach swojego życia był zapalonym grzybiarzem, w listach do matki jego żona Nadieżda Krupska określała jego zamiłowanie do zbierania grzybów mianem obsesji, jednak nie ma informacji o zażywaniu przez niego grzybów halucynogennych.
Wywód Kuriochina składał się głównie ze zmyślonych teorii i serii błędów logicznych, jednak program wyemitowany 17 maja 1991 roku odbił się szerokim echem w Leningradzie. Publiczność Telewizji ZSRR była przyzwyczajona do poważnego tonu programów i wielu telewidzów nie poznało się na mistyfikacji. Do regionalnego komitetu Komunistycznej Partii Związku Radzieckiego napłynęło tyle listów w tej sprawie, że jego członkowie poczuli się zmuszeni wydać oświadczenie przypominające, że „Lenin nie mógł być grzybem, bowiem ssak nie może być rośliną”. Sam Szołochow wkrótce potem opublikował w gazecie Smiena tekst, w którym potwierdzał dementi Komitetu Regionalnego KPZR, zaznaczając jednak, że technicznie rzecz ujmując, grzyby nie są roślinami, a stanowią osobne od nich królestwo.
Emisja programu zbiegła się w czasie z ważnymi wydarzeniami w ZSRR i na świecie, wobec czego przez wielu komentatorów do dziś uznawana jest za początek niezależności telewizji w krajach ZSRR i wydarzenie epokowe.